# Groupe spécial unitaire
Pour les articles homonymes, voir SU.
En mathématiques, le groupe spécial unitaire de E, où E est un espace hermitien, est le groupe des automorphismes unitaires de E de déterminant 1, la loi de composition interne considérée étant la composition d’automorphismes. Il est noté SU(E). C’est un sous-groupe de U(E), le groupe unitaire des automorphismes de E.
De manière générale, on peut définir le groupe spécial unitaire d'une forme sesquilinéaire hermitienne complexe non dégénérée, ou d'une forme sesquilinéaire hermitienne ou antihermitienne non dégénérée sur un espace vectoriel de dimension finie sur certains corps (commutatifs ou non) relativement à une involution.

## Groupe spécial unitaire complexe SU(n)

### Définition
Un cas particulier est le groupe spécial unitaire de degré n qui est le groupe des matrices unitaires à coefficients complexes de dimensions n×n et de déterminant 1, et que l’on note SU(n).
SU(n) est un groupe de Lie réel compact simplement connexe de dimension n2 – 1. Pour n ≥ 2, c'est un groupe de Lie simple.
Son algèbre de Lie, notée {\displaystyle {\mathfrak {su}}(n)}, est l'algèbre de Lie réelle des matrices complexes n×n antihermitiennes (en) de trace nulle, le commutateur standard servant de crochet de Lie.

### Groupe spécial unitaire complexe SU(2)
Le groupe SU(2) est explicitement :
{\displaystyle {\text{SU}}(2)=\left\{{\begin{pmatrix}\alpha &-{\overline {\beta }}\\\beta &{\overline {\alpha }}\end{pmatrix}}:\ \ \alpha ,\beta \in \mathbb {C} ,|\alpha |^{2}+|\beta |^{2}=1\right\}}.
Il est difféomorphe à la 3-sphère par l'application suivante :
{\displaystyle {\begin{array}{rcl}\varphi :S^{3}\subset \mathbb {R} ^{4}&\to &{\text{SU}}(2)\\(a,b,c,d)&\mapsto &{\begin{pmatrix}a+\mathrm {i} b&-c+\mathrm {i} d\\c+\mathrm {i} d&a-\mathrm {i} b\end{pmatrix}}.\end{array}}}
Le difféomorphisme φ transmet la multiplication de SU(2) à S3 : cela donne la multiplication des quaternions. SU(2) est donc isomorphe au groupe des quaternions unitaires. Comme les quaternions représentent les rotations dans l’espace à 3 dimensions, il existe un homomorphisme surjectif de groupes de Lie SU(2) → SO(3) de noyau {+I, –I}.
Les matrices suivantes forment une base de {\displaystyle {\mathfrak {su}}(2)} :
{\displaystyle \mathrm {i} \,\sigma _{x}={\begin{pmatrix}0&\mathrm {i} \\\mathrm {i} &0\end{pmatrix}}}
{\displaystyle \mathrm {i} \,\sigma _{y}={\begin{pmatrix}0&1\\-1&0\end{pmatrix}}}
{\displaystyle \mathrm {i} \,\sigma _{z}={\begin{pmatrix}\mathrm {i} &0\\0&-\mathrm {i} \end{pmatrix}}}
(où i est « l’unité imaginaire »)
Les matrices {\displaystyle \sigma } (dites « matrices de Pauli ») sont souvent utilisées en mécanique quantique pour représenter le spin des particules.

## Applications en physique
Le groupe spécial unitaire possède une importance particulière en physique des particules :
- le groupe unitaire U(1) est le groupe de jauge de l'électromagnétisme ;
- SU(2) est le groupe associé à l'interaction faible ainsi qu'au spin et à l'isospin ;
- SU(3) est celui de l'interaction forte (chromodynamique quantique). C'est par exemple grâce à la structure des représentations de SU(3) que Gell-Mann a conjecturé l'existence des quarks ;
- SU(5) est l'un des groupes proposés pour structurer la grande unification[1].